# Opactwo św. Cecylii w Solesmes
Opactwo św. Cecylii w Solesmes – żeński klasztor benedyktyński w Solesmes, we Francji, ufundowany w 1866 roku. Słynie przede wszystkim ze śpiewu chorału gregoriańskiego. Należy do Kongregacji Solesmeńskiej.

## Historia
Klasztor został założony w 1866 roku, z inicjatywy Dom Prospera Guérangera i Mère Cécile Bruyère. Budowa trwała do 1871 roku, kiedy to konsekrowano kościół opacki.
Na skutek antykościelnego ustawodawstwa z 1901 roku, wspólnota została zmuszona do opuszczenia Francji. Mniszki udały się do Ryde, na Wyspie Wright, gdzie założyły klasztor również pod wezwaniem św. Cecylii.
Mère Cécile zmarła tam 18 marca 1909 roku. Gdy siostry w 1921 roku powróciły do Solesmes, zabrały z sobą jej ciało i pochowały w założonym przez nią klasztorze.

## Ksienie klasztoru
- Mère Cécile Bruyère (1867 – 1909)
- Mère Claire de Livron (1909 – 1928)
- Mère Madeleine Limozin (1928 – 1948)
- Mère Gaudentie Limozin (1948 – 1981)
- Mère Marie-Bernadette de Maigret (1981 – 2011)
- Mère Claire de Sazilly (od 2011)